# Nemoura pygmaea
Nemoura pygmaea is een steenvlieg uit de familie beeksteenvliegen (Nemouridae). De wetenschappelijke naam van de soort is voor het eerst geldig gepubliceerd in 1972 door Braasch & Joost.